# Onthophilus ostreatus
Onthophilus ostreatus är en skalbaggsart som beskrevs av Lewis 1879. Onthophilus ostreatus ingår i släktet Onthophilus och familjen stumpbaggar. Inga underarter finns listade i Catalogue of Life.